# Tomás de Aguiar
Tomás de Aguiar (fl. 1653-1657) – hiszpański malarz barokowy aktywny zawodowo w Madrycie, kontynuator stylu Velázqueza.
Portret Antonia de Solís znajdujący się w zbiorach Museo Lázaro Galdiano jest tradycyjnie przypisywany Juanowi de Alafro, ale może być jedynym zachowanym dziełem Tomasa de Aguiar, któremu Solis zadedykował sonet w podziękowaniu za namalowanie portretu.